# Taylor Soule
Taylor Soule (Lebanon, 5 gennaio 2000) è una cestista statunitense, professionista nella WNBA.

## Carriera
È stata selezionata dalle Minnesota Lynx al terzo giro del Draft WNBA 2023 (28ª scelta assoluta).